# Run to the Hills (live)
Run to the Hills – singel koncertowy brytyjskiej heavymetalowej grupy Iron Maiden. Promował album Live After Death.
Tytułowy utwór został już wydany jako singel. Pierwotnie pochodzi z albumu The Number of the Beast. Nagranie zamieszczone na opisywanym singlu było na liście ścieżek także na płycie Live After Death. Zostało ono zarejestrowane w Long Beach Arena w Long Beach w Kalifornii między 14 a 17 marca 1985.
„Phantom of the Opera” (ang. upiór w operze) oryginalnie pochodzi z pierwszego albumu Iron Maiden – Iron Maiden. Wersja z singla „Run to the Hills” to ta sama, która pojawiła się na albumie Live After Death. Nagrania dokonano między 8 a 12 października 1984 w Hammersmith Odeon w Hammersmith w Londynie.
„Losfer Words (Big 'Orra)” (ang. cockney brak mi słów (okropieństwo)) to utwór instrumentalny. Pierwotnie został zamieszczony na albumie studyjnym Powerslave, zaś zamieszczoną na singlu wersję zarejestrowano, podobnie jak wyżej opisane „Phantom of the Opera”, w Hammersmith Odeon między 8 a 12 października 1984. Tytuł utworu jest zapisany londyńskim slangiem cockney, a w poprawnej angielszczyźnie powinien brzmieć „Lost for Words (Big Horror)”.

## Lista utworów
1. „Run to the Hills” [live] (Steve Harris) – 3:54
2. „Phantom of the Opera” [live] (Steve Harris) – 7:25
3. „Losfer Words (Big 'Orra)” [live] (Steve Harris) – 4:14

## Twórcy
- Bruce Dickinson – śpiew
- Dave Murray – gitara
- Adrian Smith – gitara, podkład wokalny
- Steve Harris – gitara basowa, podkład wokalny
- Nicko McBrain – perkusja